# صومعه نووودویچی
صومعه نووودویچی (به روسی: Новоде́вичий монасты́рь) مشهورترین صومعه مسکو است. برخلاف دیگر صومعه‌های مسکو این صومعه از سده هفدهم تاکنون دست‌نخورده باقی‌مانده‌است. در سال ۲۰۰۴ این صومعه به عنوان یکی از میراث‌های جهانی یونسکو در روسیه ثبت شد.
حدود ۵۰۰ سال پیش، یعنی چند سال قبل از ایوان مخوف یا زمان شاه تهماست صفوی ساخته شده. یا به عبارتی، صد سال قبل از میدان نقش جهان اصفهان.
قسمت کوچکی روی یکی از دیواری قعله، دیوار آرزوها است که مردم روی آن آرزوهایشان را می‌نویسند.
در کنار این صومعه یک دریاچه نسبتاً بزرگ قرار دارد که پاتوق ماهیگیر هاست و پارک سرسبز دور دریاچه، محل خوبی برای قدم زدن و دور شدن از شلوغی‌های شهر است.

## گورستان
یک گورستان خیلی معروف و خیلی زیبا هم در صومعه قرار دارد که باید گفت از مشهورتین افرای که در گورستان نوودویچی دفن شده‌اند می‌توان به آنتون چخوف، نیکلای گوگول، پطر کروپوتکین، نیکیتا سرگیویچ خروشچف، سرگئی پروکفیف، دمیتری شوستاکوویچ، کنستانتین استانیسلاوسکی و بوریس یلتسین در آنجا دفن شده‌اند.